# Maximilien Boucher
Pour les articles homonymes, voir Max Boucher (pilote) et Boucher.
Maximilien Boucher (1918-1975), est un prêtre (Clerc de Saint-Viateur), sculpteur, peintre, et professeur d'arts plastiques ayant pratiqué à Joliette, et au Séminaire de l'Assomption de Joliette, Québec. Il est également connu sous le nom d'artiste de Max Boucher.

## Biographie

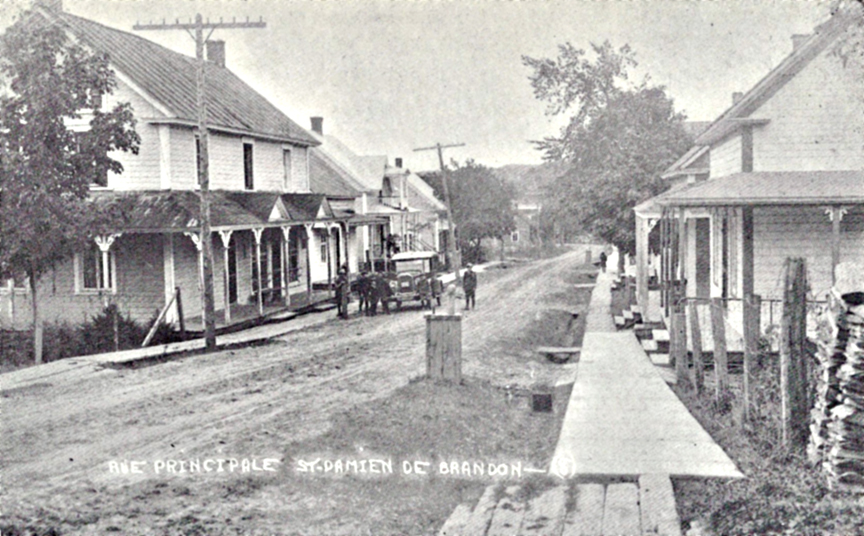
Rue principale, Saint-Damien. Au premier plan, à gauche : la maison natale de Max Boucher.

Napoléon Jean Jacques Maximilien Boucher est né à Saint-Damien-de-Brandon le 9 octobre 1918. Son père Aldéric Boucher tenait le magasin général, ainsi que la banque, de Saint-Damien. Sa mère était Hermina Bolduc. Il est décédé des suites d'un accident d'automobile en novembre 1975,
Il fait ses études classiques au Séminaire de Joliette, où il fréquente le studio d’art dirigé par le père Wilfrid Corbeil.
Ordonné prêtre en 1943, il enseigne pendant deux ans. Mais ses supérieurs, reconnaissant son talent, l'autorisent à poursuivre des études en art. Il étudie à l’École des beaux-arts de Québec de 1945 à 1948 et se spécialise en sculpture sous la direction de Marius Plamondon. Il étudie la peinture avec Jean Paul Lemieux, le dessin avec Omer Parent et Jean Dallaire, et le modelage avec René Thibault.
Au printemps de 1948, il obtient le troisième Prix au grand concours provincial de sculpture avec La Parabole du Bon Samaritain. Il est diplômé en art, section sculpture, en juillet 1948, avec La Tragédie.

## Œuvre
À son retour à Joliette, il est nommé directeur du Studio d'art, qui avait été fondé en 1930 par le père Corbeil. Il entreprend alors sa longue carrière dans l'enseignement des arts plastiques et de l'histoire de l'art.
En plus d’œuvrer dans l’enseignement des arts plastiques au Séminaire de Joliette, il signe l’illustration de trois manuels de sciences naturelles, et d'un livre de poèmes dédiés à la Vierge.
En 1967, il participe au Symposium de sculpture de Joliette. Durant les étés de 1963 et 1970, il effectue des voyages culturels en Europe, où il visite les principaux musées de France, d’Italie, d’Espagne, d’Allemagne, de Belgique et des Pays-Bas, d’Autriche et de Grande-Bretagne. Il a aussi enseigné les arts plastiques au CÉGEP de Joliette.
Son œuvre, principalement de la sculpture religieuse, se trouve au Musée national des beaux-arts du Québec, Séminaire de Joliette, au Collège de Matane, au Noviciat Saint-Viateur de Joliette, au Séminaire de Chicoutimi et à l’Hôtel-Dieu de Chicoutimi.  Son Christ en Croix, sculpture sur bois de 22 pieds de haut, et son Chemin de la Croix qui était auparavant dans la chapelle du Séminaire de Joliette sont depuis 1978 dans l'église Christ-Roi.
Il a participé à quelques expositions de groupes à Joliette, Montréal, Edmundston, Rigaud, Trois-Rivières et Rome. À cette occasion, il faisait partie du groupement Canadien d'Art sacré, Le Retable.
En 2012, les œuvres de Boucher ont contribué au succès de l’exposition « 19 artistes professionnels d'origine lanaudoise », organisée par le Musée d'art de Joliette.
En reconnaissance de son talent et de son rayonnement, on a donné son nom au Prix des Arts Maximilien-Boucher de la Société nationale des Québécois de Lanaudière.
« Aujourd’hui, Max Boucher vit encore au milieu de nous par sa production artistique. Si l’œuvre de Max reflète, à mon avis, la recherche constamment renouvelée de l’éducateur, la statuaire du Père Boucher nous redira longtemps son amour pour Marie et le Christ. Max a su imprimer dans la pierre et sur ses toiles sa recherche de Dieu et de la beauté. » (Julien Rainville. c.s.v. (2 décembre 1980).

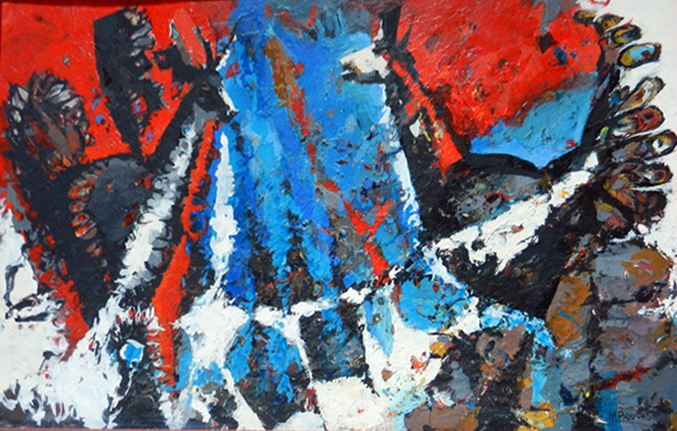
Sans titre – Acrylique sur toile – Max Boucher.